# Jastrebac (Vlasotince)
Pour les articles homonymes, voir Jastrebac.
Jastrebac (en serbe cyrillique : Јастребац) est un village de Serbie situé dans la municipalité de Vlasotince, district de Jablanica. Au recensement de 2011, il comptait 381 habitants.

## Démographie
| 1948 | 1953 | 1961 | 1971 | 1981 | 1991 | 2002 | 2011 |
| ---- | ---- | ---- | ---- | ---- | ---- | ---- | ---- |
| 664  | 670  | 664  | 595  | 507  | 458  | 423  | 381  |

|  |